# يطروفة أفقية
يطروفة أفقية (الاسم العلمي:Jatropha horizontalis) هي نوع من النباتات تتبع جنس اليطروفة من الفصيلة الفربيونية.